# Warsow
Warsow là một đô thị ở huyện Ludwigslust, bang Mecklenburg-Vorpommern, Đức. Đô thị này có diện tích 14,89 km², dân số thời điểm 31 tháng 12 là 671 người.